# Gratiot (Town)
Die Town of Gratiot ist eine von 18 Towns im Lafayette County im US-amerikanischen Bundesstaat Wisconsin. Im Jahr 2020 hatte die Town of Gratiot 575 Einwohner.
Town hat in Wisconsin eine grundlegend andere Bedeutung, als im übrigen englischsprachigen Bereich. Vielmehr entspricht sie den in den anderen US-Bundesstaaten üblichen Townships, die nach dem County die nächstkleinere Verwaltungseinheit bilden.

## Geografie
Die Town of Gratiot liegt im Südwesten Wisconsins, rund 55 km östlich des Mississippi, der die Grenze zu Iowa bildet. Im Süden grenzt die Town an Illinois. Die Town wird im Nordosten vom Pecatonica River durchflossem, einem Nebenfluss des in den Mississippi mündenden Rock River.
Im nördlichen Zentrum der Town of Gratiot liegt die selbstständige Kommune Gratiot, die vollständig von der Town umgeben ist, ohne dieser anzugehören.
Die Koordinaten der geografischen Mitte der Town of Gratiot sind 42°33′48″ nördlicher Breite und 90°2′3″ westlicher Länge. Sie erstreckt sich über eine Fläche von 140,7 km².
Die Town of Gratiot liegt im Süden des Lafayette County und grenzt an folgende Nachbartowns und -townships:
| Town of Darlington                    |                                               | Town of Wiota |
| Town of Shullsburg Town of Monticello | Kompassrose, die auf Nachbargemeinden zeigt   | Town of Wayne |
| Apple River Township                  | Warren Township (Jo Daviess County, Illinois) | Nora Township |

## Verkehr
Durch die Town of Gratiot verläuft in West-Ost-Richtung der Wisconsin State Highway 11 und in Nord-Süd-Richtung der Wisconsin State Highway 78. Beide kreuzen in der Ortschaft Gratiot. Alle weiteren Straßen sind untergeordnete Landstraßen oder teils unbefestigte Fahrwege.
Die nächsten Flughäfen sind der Dubuque Regional Airport in Iowa (rund 70 km westsüdwestlich) und der Dane County Regional Airport in Wisconsins Hauptstadt Madison (rund 100 km nordöstlich).

## Bevölkerung
Nach der Volkszählung im Jahr 2010 lebten in der Town of Gratiot 550 Menschen in 215 Haushalten. Die Bevölkerungsdichte betrug 3,9 Einwohner pro Quadratkilometer. In den 215 Haushalten lebten statistisch je 2,53 Personen.
Ethnisch betrachtet setzte sich die Bevölkerung zusammen aus 99,1 Prozent Weißen sowie 0,5 Prozent Asiaten; 0,4 Prozent stammten von zwei oder mehr Ethnien ab. Unabhängig von der ethnischen Zugehörigkeit waren 0,4 Prozent der Bevölkerung spanischer oder lateinamerikanischer Abstammung.
22,9 Prozent der Bevölkerung waren unter 18 Jahre alt, 63,6 Prozent waren zwischen 18 und 64 und 13,5 Prozent waren 65 Jahre oder älter. 46,4 Prozent der Bevölkerung war weiblich.
Das mittlere jährliche Einkommen eines Haushalts lag bei 48.500 USD. Das Pro-Kopf-Einkommen betrug 22.427 USD. 10,4 Prozent der Einwohner lebten unterhalb der Armutsgrenze.

## Ortschaften in der Town of Gratiot
Auf dem Gebiet der Town of Gratiot liegt neben Streubesiedlung noch die gemeindefreie Siedlung Riverside.